# Rika Satō
Rika Satō (japanisch 佐藤 利香, Satō Rika; * 12. November 1971 in Sendai, Präfektur Miyagi) ist eine ehemalige japanische Tischtennisspielerin. Sie nahm an den Olympischen Spielen 1992 und 1996 teil und gewann zweimal mit der Mannschaft eine Bronzemedaille beim World Team Cup. Später war sie Trainerin der japanischen Nationalmannschaft.
Bei den nationalen japanischen Meisterschaften gewann sie vier Titel, 1988 und 1991 im Einzel sowie im Doppel 1991 mit Miki Kitsukawa und 1994 mit Fusayo Kanagami.

## Turnierergebnisse
| Verband | Veranstaltung     | Jahr | Ort        | Land | Einzel     | Doppel        | Mixed     | Team          |
| ------- | ----------------- | ---- | ---------- | ---- | ---------- | ------------- | --------- | ------------- |
| JPN     | Olympische Spiele | 1996 | Atlanta    | USA  | Qual.      | Qual.         |           |               |
| JPN     | Olympische Spiele | 1992 | Barcelona  | ESP  | Qual.      | Qual.         |           |               |
| JPN     | Weltmeisterschaft | 1997 | Manchester | ENG  | letzte 32  | letzte 16     | letzte 64 |               |
| JPN     | Weltmeisterschaft | 1995 | Tianjin    | CHN  | letzte 32  | Viertelfinale |           |               |
| JPN     | Weltmeisterschaft | 1993 | Göteborg   | SWE  |            | letzte 32     |           | Viertelfinale |
| JPN     | Weltmeisterschaft | 1989 | Dortmund   | GER  | letzte 128 | letzte 16     | letzte 32 |               |
| JPN     | World Team Cup    | 1991 | Barcelona  | ESP  |            |               |           | Halbfinale    |
| JPN     | World Team Cup    | 1990 | Hokkaidō   | JPN  |            |               |           | Halbfinale    |